# Liste der Naturdenkmale in Malberg (Eifel)
Die Liste der Naturdenkmale in Malberg nennt die im Gemeindegebiet von Malberg ausgewiesenen Naturdenkmale (Stand 13. April 2024).

## Naturdenkmale
| Nr.         | Bezeichnung                         | Lage                                              | Beschreibung                                                                                  | Bild                                    |
| ----------- | ----------------------------------- | ------------------------------------------------- | --------------------------------------------------------------------------------------------- | --------------------------------------- |
| ND-7232-478 | Eiche auf dem Rastplatz an der L 34 | nordwestlich des Ortes; Flur Auf dem Laychen Lage | Quercus sp., um 1780 gekeimt; 26 m hoch bei 3,1 m Brusthöhenumfang und 26 m Kronendurchmesser | Direkt Bild zu diesem Denkmal hochladen |